# Грималди (Империја)
Грималди је насеље у Италији у округу Империја, региону Лигурија.
Према процени из 2011. у насељу је живело 430 становника. Насеље се налази на надморској висини од 220 м.